# 身延山

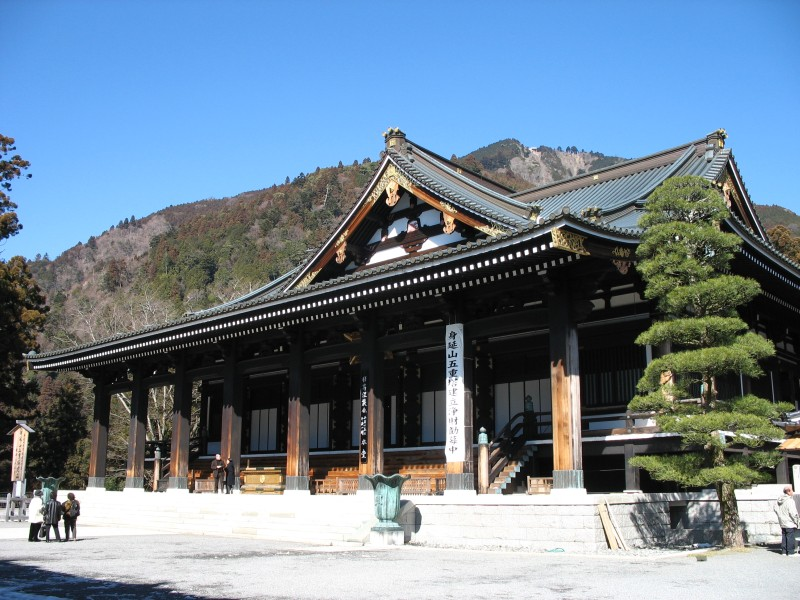
久遠寺の本堂と身延山

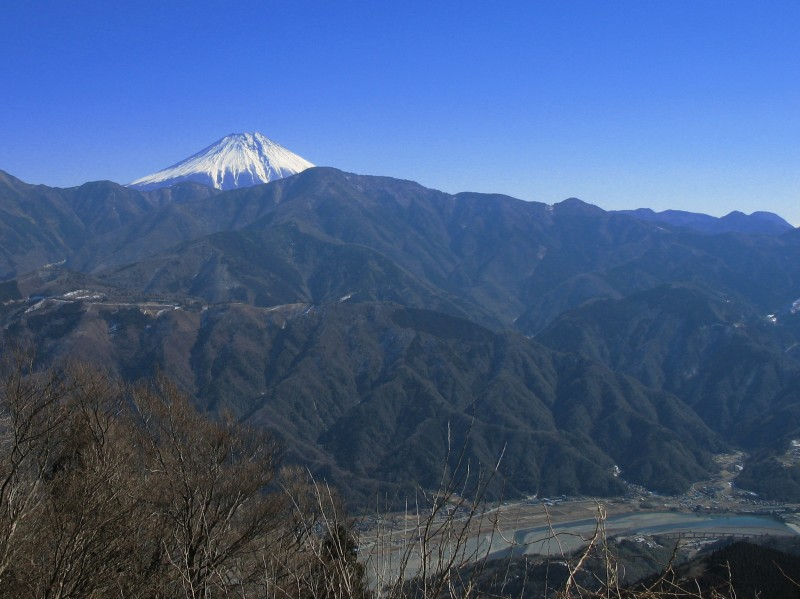
身延山山頂から富士山・富士川と身延町を望む

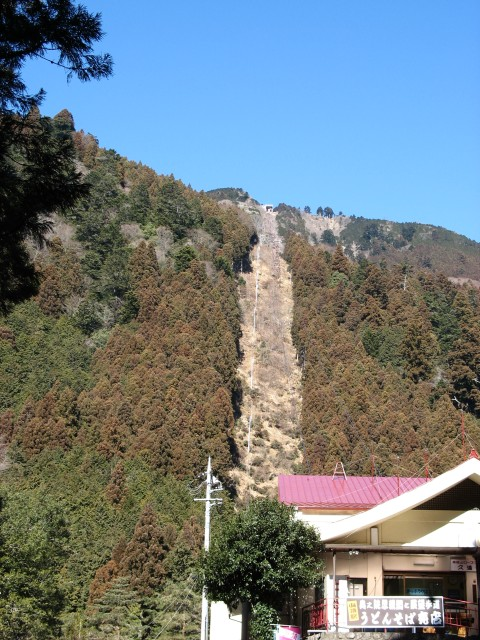
身延山ロープウェイの索道

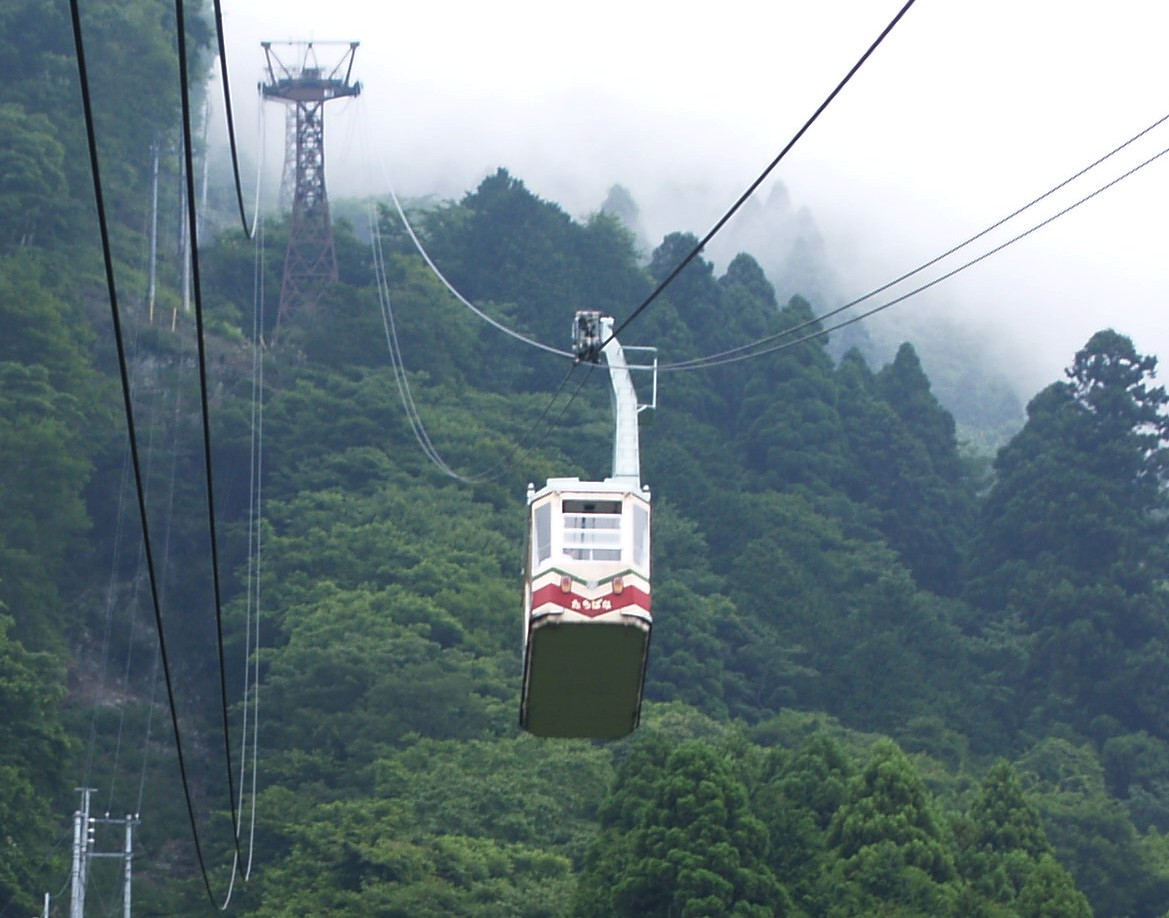
身延山ロープウェイ

身延山（みのぶさん）は山梨県南巨摩郡の身延町と早川町の境にある山である。標高1,153m。また同地にある日蓮宗総本山久遠寺の山号でもあり、日本仏教三大霊山の一つという別名としてもよく用いられる。

## 概要
日蓮宗の開祖日蓮聖人が、身延山の草庵に居を定めたのは、文永11年（1274年）6月17日（新暦7月21日）。山麓の標高400m付近に日蓮宗総本山である身延山久遠寺があり、山頂にも日蓮が父母を偲んで建立したと言われる奥之院思親閣がある。身延山の参拝客のほか、頂上からの眺望がよいため観光客も多く訪れる。
身延山の周辺には鷹取山（1,036m）、七面山（1,982m）などの山があり、いずれも日蓮宗の修行の場でもある。
山頂へはロープウェイで7分程度で登れる。山頂部には奥之院と3つの展望台が設置されており、東と南側展望台からは富士山がよく見え、天候がよければ駿河湾、伊豆半島を見晴らすことができる。特に3月中旬および10月上旬には、富士山山頂から日が昇るダイヤモンド富士が見られるため、前後数日の早朝は観望や写真撮影の客で賑わう。北側展望台からは南アルプスや甲府盆地、七面山や早川町の町並みが眺望できる。
山腹には雑木林が分布するほか、杉が植林されている。周辺には『甲州盆歌』に歌われたナンテンが見られ、山頂にはカタクリも自生する。「仏法僧（ブッポウソウ）」と鳴くことで知られるコノハズクや、ニホンカモシカ、イノシシ、ツキノワグマなどが生息する。

## 登山
久遠寺境内付近から標高差約760m、50丁の参道があり、東側の尾根を回って登れ、徒歩で約2時間30分の道のりである。途中の25丁にある三光堂までは自動車も入れるよう舗装されているが、一般客は自動車では進入できない。この参道入り口をやや下ると身延山ロープウェイの久遠寺駅があり、山頂まで約7分で到達できる。また、他のルートとして、早川町方面からの登山道があり、身延町の飛び地である七面山方面に通じている。この参道の途中からは山の南西を巡って日蓮の草庵のあった西谷方面に下山できる。

## 身延山ロープウェイ
身延山ロープウェイは身延山の山麓と山頂を結ぶ三線交走式の索道（ロープウェイ）である。現在富士急行の持分法適用会社となっている身延登山鉄道により建設され、1962年（昭和37年）12月27日に事業許可を受け、1963年（昭和38年）8月23日に開業した。当初、身延山山頂へはケーブルカーによる輸送を計画し工事が進められたが、軟弱な地盤や法面の崩落などによりこれを断念し、ロープウェイに変更された経緯がある（「登山鉄道」の社名はその名残である）。山麓の久遠寺駅、山頂の奥之院駅の2駅間の斜長1,665m、標高差763mを約7分で運行する。標高差763mは関東一である。平常時は20分おき、繁忙期には増発や運転時間延長もある。
1981年（昭和56年）に2代目ゴンドラとして日本ケーブル/武庫川車両により製造された定員45名のもの2両が用いられていた（それぞれ「たちばな号」「ぼたん号」と名づけられていた）。2011年（平成23年）7月に搬器・駅などがJR九州や両備グループの各車両や富士急行の「富士登山電車」などのデザインを手がけた水戸岡鋭治によってリニューアルされた。
2代目導入から40年が経過することから2021年（令和3年）1月31日を以て運行を一時休止し、3代目ゴンドラに置き換えることが発表された。新ゴンドラでの運用は2月23日より開始される。2021年2月23日から運用されるゴンドラ2両は「知恩号」「報恩号」と名づけられた。
- 1号車「知恩号」（定員41名）外装は朱色で内天井には久遠寺天井画の墨龍が描かれている[2]。
- 2号車「報恩号」（定員41名）外装は藍色で内天井には七面山敬慎院の天井模様が描かれている[2]。

## 身延テレビ・FM中継放送所
- 山頂付近には、峡南地域のテレビジョン・FMラジオ放送の中核中継局が設けられている。アナログVHF中継局の出力は下部中継局のほうが大きいが、地形的な要因もあり、ここが中核局として扱われている。
- 甲府親局もそうだが、山梨県は山がちで、電波が飛びにくい地形といわれているため、通常アナログUHF局映像出力の1割とされるデジタルテレビジョン放送の出力は、その6分の1と高めに設定された。

### 地上デジタルテレビジョン放送
| ID | 放送局名       | 物理 チャンネル | 空中線 電力 | ERP  | 放送対象地域 | 放送区域 内世帯数 |
| -- | -------------- | --------------- | ----------- | ---- | ------------ | ----------------- |
| 1  | NHK 甲府総合   | 26              | 5W          | 8.9W | 山梨県       | 6,693世帯         |
| 2  | NHK 甲府教育   | 28              | 5W          | 8.9W | 全国         | 6,693世帯         |
| 4  | YBS 山梨放送   | 22              | 5W          | 8.9W | 山梨県       | 6,693世帯         |
| 6  | UTY テレビ山梨 | 24              | 5W          | 8.9W | 山梨県       | 6,693世帯         |

- 山梨テレビ3局共同建設
- 予備免許 - 2007年（平成19年）4月20日交付
- 試験放送 - 2007年（平成19年）6月2日開始
- 2007年（平成19年）7月11日より放送開始（当初は8月1日からの開始だった）

### 地上アナログテレビジョン放送（廃止）
| 放送局名       | チャンネル | 空中線 電力       | 実効輻射電力     | 放送対象地域 | 放送区域 内世帯数 | 放送終了日    |
| -------------- | ---------- | ----------------- | ---------------- | ------------ | ----------------- | ------------- |
| NHK甲府 総合   | 1          | 映像3W/ 音声750mW | -                | 山梨県       | 約-世帯           | 2011年7月24日 |
| NHK甲府 教育   | 3          | 映像3W/ 音声750mW | -                | 全国         | 約-世帯           | 2011年7月24日 |
| YBS 山梨放送   | 5          | 映像3W/ 音声750mW | -                | 山梨県       | 約-世帯           | 2011年7月24日 |
| UTY テレビ山梨 | 34         | 映像30W/ 音声7.5W | 映像90W/ 音声23W | 山梨県       | 約-世帯           | 2011年7月24日 |

- VHF各局のみ甲府送信所と同一チャンネルで送信している。
- 全局2011年7月24日の停波をもって廃止。

### FMラジオ放送
| 放送局名     | 周波数 （MHz） | 空中線 電力 | 実効輻射電力 | 放送対象地域 | 放送区域 内世帯数 |
| ------------ | -------------- | ----------- | ------------ | ------------ | ----------------- |
| エフエム富士 | 80.5           | 100W        | 175W         | 山梨県       | 約-世帯           |
| NHK甲府 FM   | 84.7           | 100W        | 175W         | 山梨県       | 約-世帯           |
| YBS 山梨放送 | 90.9           | 100W        | 160W         | 山梨県       | 約-世帯           |

- 身延山から発射されているFM波は、旧身延町住民の強い要望により、1968年（昭和43年）に開局された。
- エフエム富士については、新聞によっては中継局名が「静岡」とされているものもある。

## 交通
- 身延線身延駅から、路線バス（山梨交通）・タクシーもしくは徒歩約1時間
- 中央高速バス：新宿〜身延線
- 国道52号
- 中部横断自動車道身延山インターチェンジ(2021年8月29日共用開始)

## 関連人物
- 遠沾日亨
- 七面天女